# Robert Delaunay
Robert Delaunay [robér delóné] (12. dubna 1885 Paříž – 25. října 1941 Montpellier, Francie) byl francouzský kubistický malíř, představitel abstraktního malířství.

## Život a dílo
Narodil se v zámožné rodině, rodiče se ale brzy rozvedli a Roberta vychovávala jeho teta. Už v dětství se rozhodl být malířem a ve škole ho nic jiného nezajímalo. Dva roky se učil u malíře divadelních dekorací a v roce 1904 poslal na Salon nezávislých čtyři obrazy. Na dalším salonu 1906 se setkal s Henri Rousseauem.
Nejdříve byl ovlivněn díly neoimpresionistů George Seurata a Henriho Edmonda Crosse, rozešel se s teorií barev Michela Chevreula. Poté následoval rozchod s dílem Paula Cézanna, což se projevilo na malbách kolem roku 1908, např. interiér kostela St. Sévérin. Následovalo krátké kubistické období, během něhož vzniklo dílo Laonské věže (Hamburk, Kunsthalle) a různé Eiffelovy věže. 1908 se také setkal se Soniou Terk, která se stala jeho ženou a jako Sonia Delaunay také významnou malířkou.
Způsob práce analytického kubismu je nejzřetelnější na malbě Město Paříž z let 1910–1912 (Paříž, Musée national d'art moderne). Po výstavě jeho obrazů na Salonu nezávislých následovala v letech 1911–1912 účast na prvních dvou výstavách skupiny Der Blaue Reiter v Mnichově, kam ho pozval Vasilij Kandinskij.
V této době se přiklonil k abstraktnímu malířství, podobně jako Paul Klee. Vznikl cyklus Okna. Motiv otevřeného okna byl na těchto obrazech výchozím bodem pro skladbu dynamicky uspořádaných barevných ploch, které se očividně osamostatňovaly. Tato dynamika barev vedla k dílům nazvaným Formes Circulares („Kruhové formy“) a Disques Simultanés („Simultánní terče“).
Pobyt v Portugalsku v letech 1915–1916 jej přivedl opět blíže k přírodě. Vznikla díla Portugalská zátiší a Portugalka (Paříž, sbírka Lois Carré). Tak se ve dvacátých letech dostaly opět do středu jeho zájmu postavy. Přesto se stále vracel ke kruhovým tvarům. V roce 1937 vytvořil s mnoha pomocníky pro světovou výstavu v Paříži 2500 m2 velký nástěnný obraz. V roce 1939 si spolu se ženou Soniou zařídil první Salon des réalités nouvelles.

## Galerie

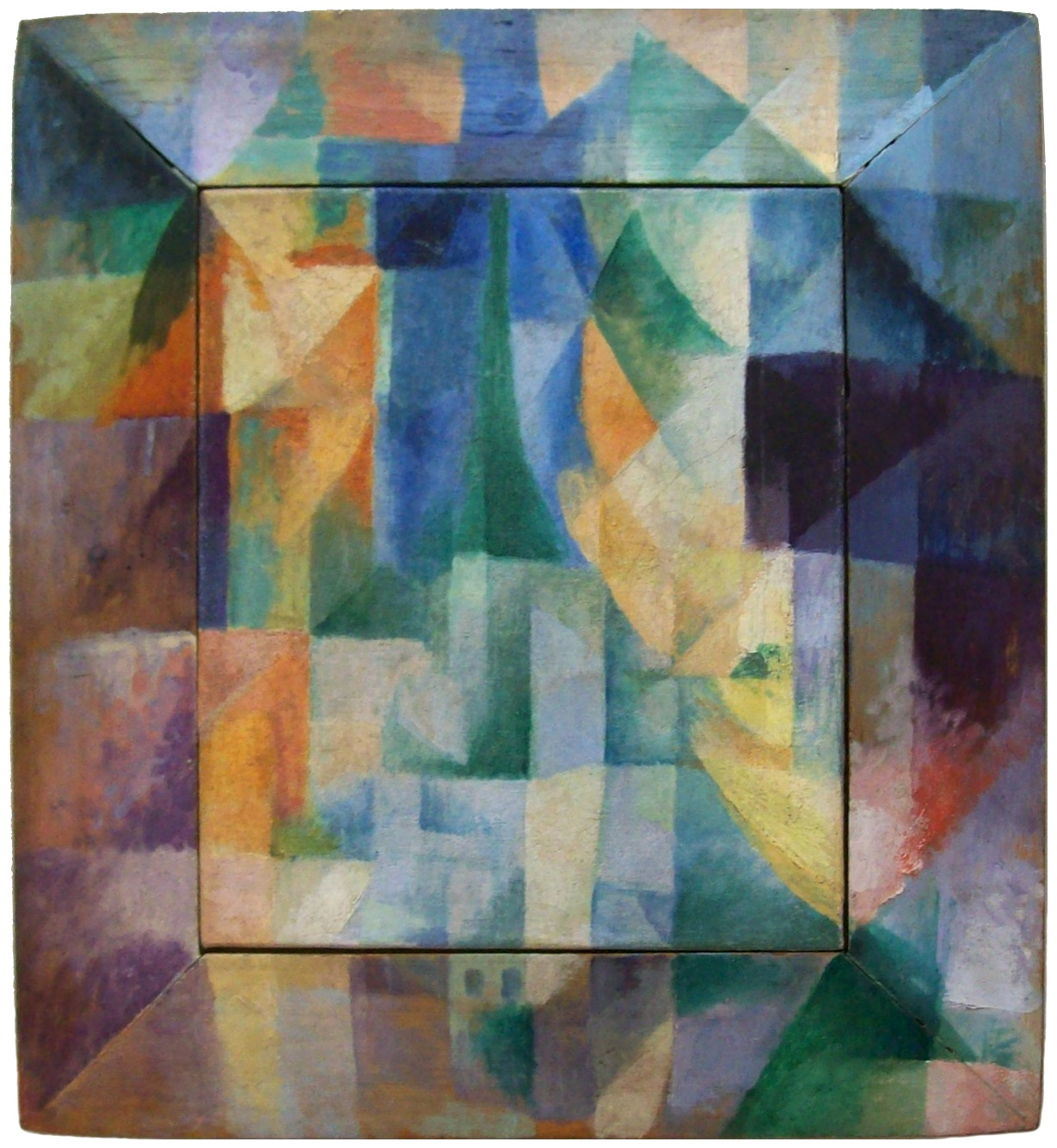
Les Fenêtres simultanés sur la ville (Simultánní okna na město), 1912, 40×46 cm, Kunsthalle Hamburg
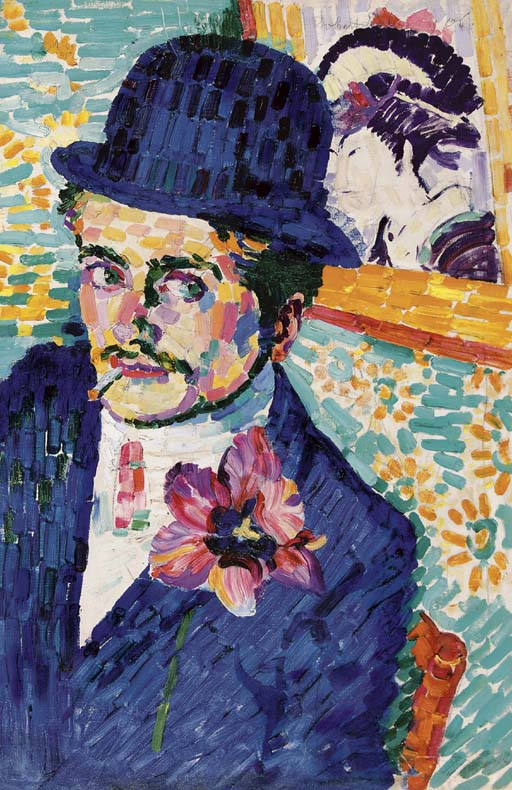
L'homme à la tulipe (Portrét Jeana Metzingera), 1906
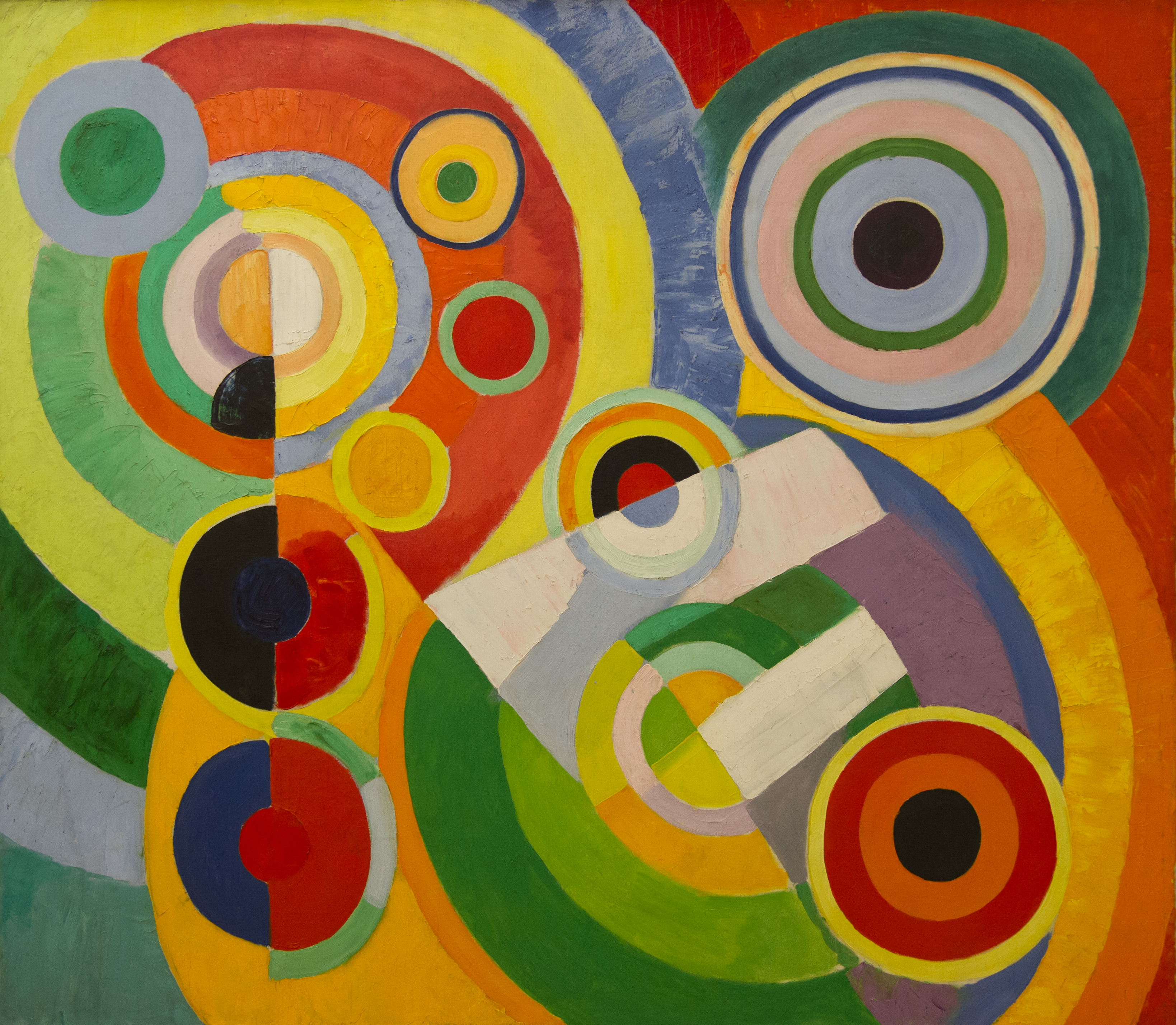
Rythme, Joie de vivre (Rytmus, radost ze života), 1930
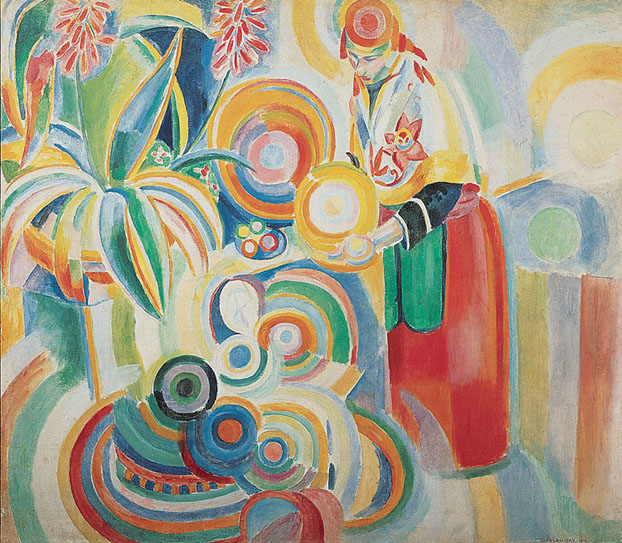
Portugalská žena, 135,9×161 cm, 1916, Columbus Museum of Art
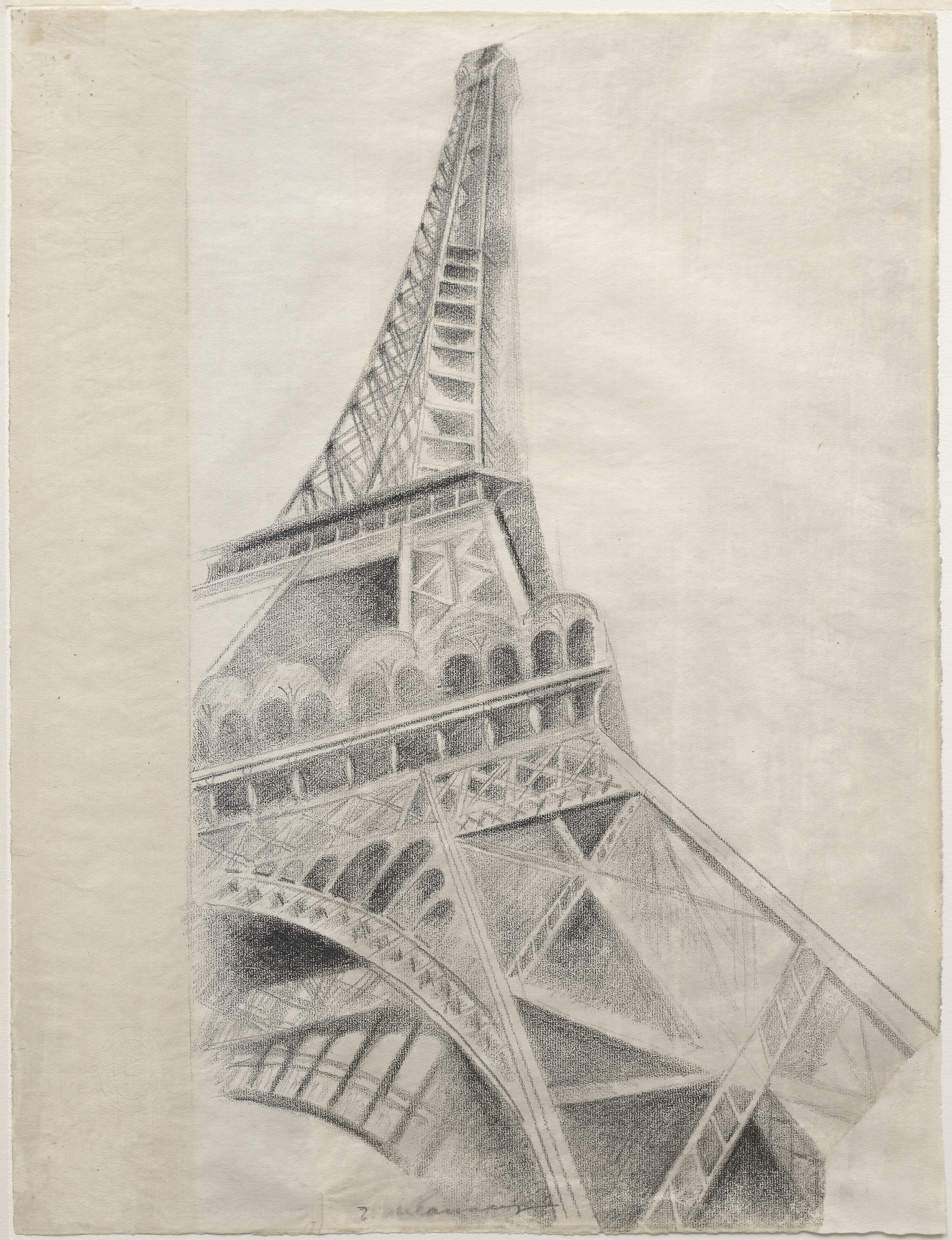
Eiffel Tower, 62,3×47,5 cm, 1926–28, Guggenheimovo muzeum, New York, The Hilla Rebay Collection
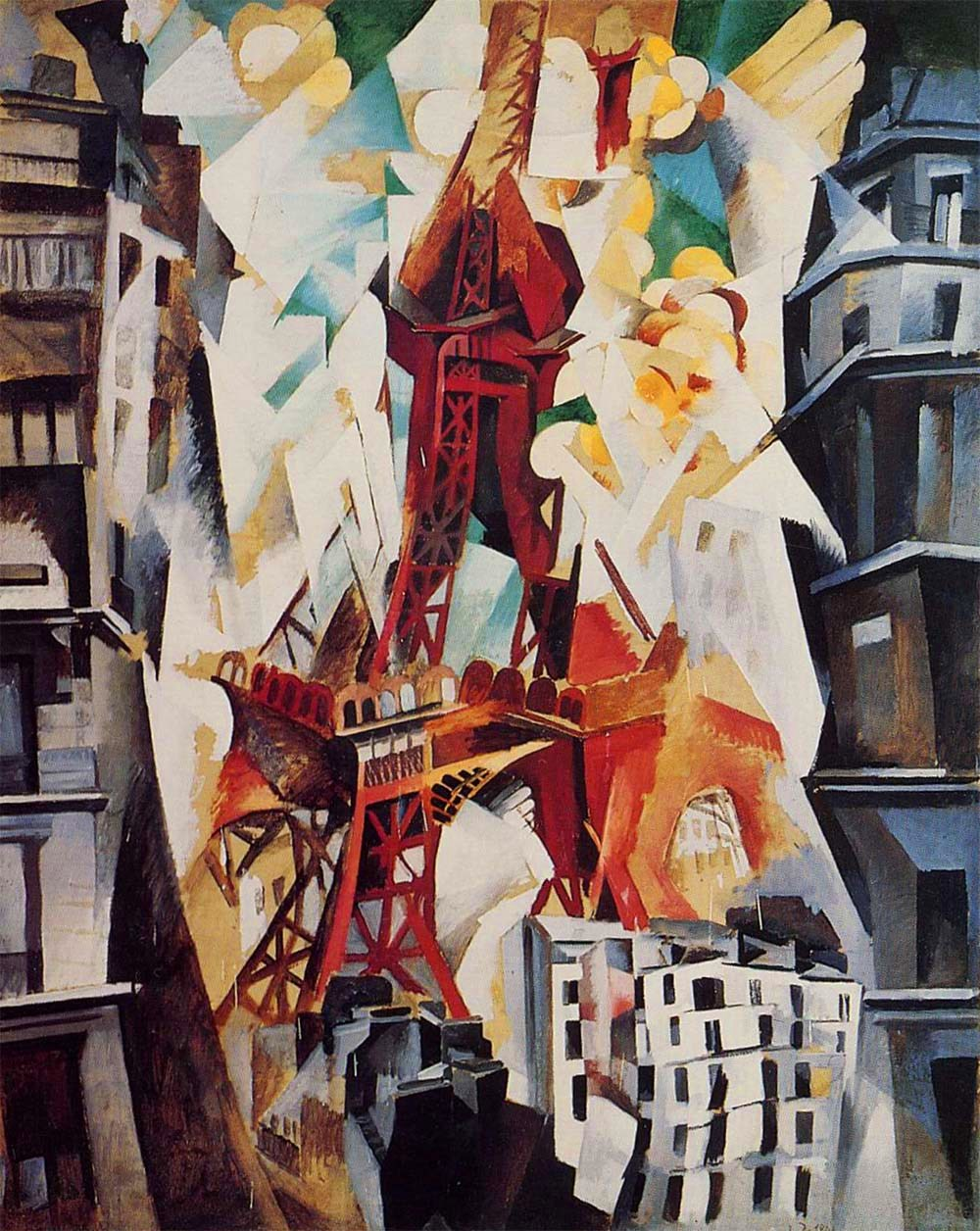
Champs de Mars, La Tour rouge, 1911, Art Institute of Chicago